# بريدجيت أوغيلفي
بريدجيت أوغيلفي (بالإنجليزية: Bridget Ogilvie)‏ هي عالمة أسترالية، ولدت في 24 مارس 1938 في Glen Innes, New South Wales ‏ في أستراليا.